# СЦ Фернандо Мартин
Спортски центар Фернандо Мартин (шп. Pabellón Polideportivo Municipal Fernando Martin) спортска је дворана која се налази у Фуенлабради, Заједница Мадрид, Шпанија.
Отворена у септембру 1991. и названа по шпанском кошаркашу Фернанду Мартину, дворана има капацитет за 5.700 људи. Првенствено се користи за кошарку и користи је КК Фуенлабрада.
Током групне фазе Евролиге 1991/92, дворана је била дом Партизану, коме је ФИБА забранила да игра домаће утакмице на домаћем терену због рата који је почео у СФР Југославији. На крају те сезоне су постали прваци Европе.